# Mats Arnhög
Mats Arnhög, född 1951, är en svensk finansman.
Arnhög har civilekonomexamen från Handelshögskolan i Stockholm. Han skaffade sig ett kapital genom affärer inom sjöfart och olja och satsade 2000 i Active Biotech, ett medicinskt forskningsbolag. Han är styrelseledamot i Active Biotech sedan 2000 samt styrelseordförande i företaget sedan 2003. Arnhög är styrelseordförande i MGA Holding AB (som står för Arnhögs ägande i Active Biotech) och i dess dotterbolag samt i Sturehof AB, Ahlströmska Skolans Byggnads AB och Föreningen Carlssons skola. Han är vidare styrelseledamot i Nordstjernan AB, Brofågel Support AB och Switcher Holding S.A. och i dess dotterbolag, samt ledamot i Advisory Board vid Handelshögskolan i Stockholm och tidigare även i Pressens Opinionsnämnd. 

## Utmärkelser
- Ekonomie hedersdoktor vid Handelshögskolan i Stockholm (ekon.dr h.c.) 2008[4]